# Verran

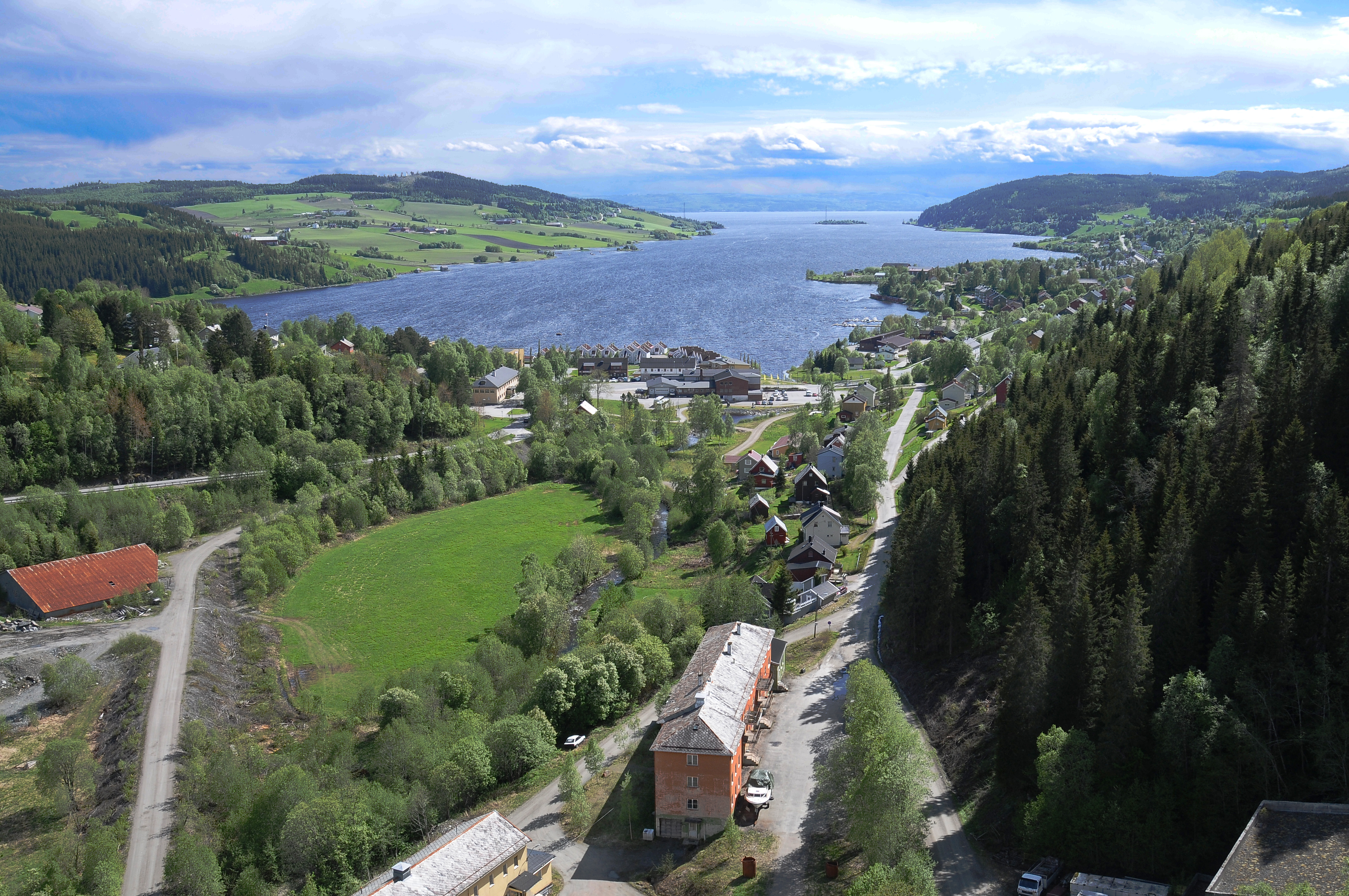
Blick auf Malm

Verran war eine Kommune im Fylke Trøndelag an der Westseite des Beitstad-Fjord, der ein Arm des Trondheimfjord ist. Das Gemeindezentrum war Malm. Im Zuge der Kommunalreform in Norwegen wurde Verran zum 1. Januar 2020 mit Steinkjer zusammengelegt.

## Geografie
Auf einer Fläche von 601 km² lebten 2449  Einwohner (Stand: 1. Januar 2019). Die Kommunennummer war 5039.
Die Gemeinde grenzte im Norden an Steinkjer und Namdalseid, im Süden an Mosvik, Leksvik und Rissa sowie im Westen an Åfjord. Die Gemeinde Verran wurde aus den Gemeinden Malm und Verran gebildet, die 1964 zusammengelegt wurden. Das Gemeindezentrum, Malm, war Wohnort von 1600 der insgesamt 2600 Einwohner. Andere Orte, die zu Verran gehörten, waren Follafoss, Verrastranda und Verrabotn.
Die meisten Gebäude lagen entlang des Fjordes, der in früheren Zeiten wichtige Nahrungsquelle war und noch immer wichtig für den Transport ist.
Verran hatte eine 80 km lange Fjorduferlinie und der Weg ins Fjell war kurz. Die höchste Erhebung war Sandvassheia mit 655 m.ü.NN.

## Gemeindewappen

Wappen von Verran

Das Gemeindewappen „Jekta“ symbolisiert die Nähe zum Fjord und die Geschichte des Bootbaus in der Gemeinde. Der Name „Verran“ ist eine Ableitung des Fjordnamens „Veri“, welches „der Ruhige“ bedeutet.

## Nächste Städte
- Steinkjer 32 km,
- Namsos 68 km,
- Stjørdal/Værnes 120 km,
- Trondheim 150 km

## Vorsitzende
- Olav Stavrum (Ap)
- Arthur Mogstad (Ap)
- Rolf Ystmark (Ap)
- Bjørn Skjelstad (Sp) -2003
- Kåre Olsen (Ap) 2003–2004
- Robert Bjørk (Ap) 2004